# سينثيا الكسندر
سينثيا الكسندر هي مغنية مؤلفة فلبينية، ولدت في 1971 في الفلبين.

## وصلات خارجية
- الموقع الرسمي
- سينثيا الكسندر على موقع IMDb (الإنجليزية)
- سينثيا الكسندر على موقع ميوزك برينز (الإنجليزية)